# 火山口高地

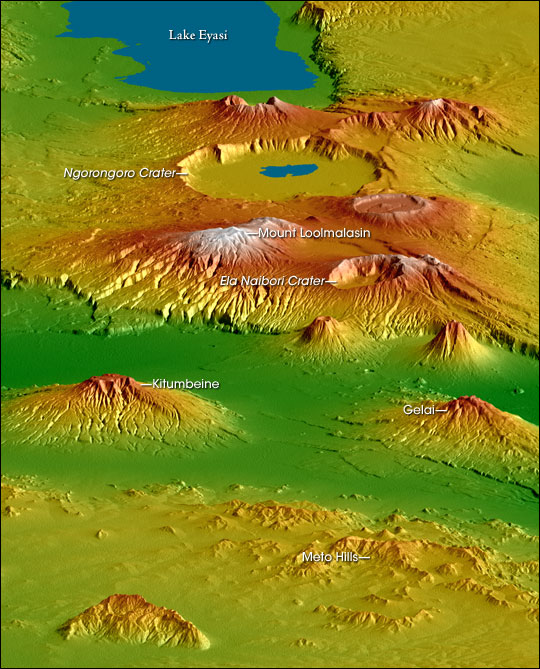
从北向西南方向的火山口高地的地形图

火山口高地（Crater Highlands）又稱恩戈罗戈罗高地（Ngorongoro Highlands），是坦桑尼亚北部阿鲁沙区和曼亞拉區的一個沿著東非裂谷走向的地区。該高地因有许多火山口而得名。